# Nødret
 Denne artikel bør gennemlæses af en person med fagkendskab for at sikre den faglige korrekthed.

Nødret er det fænomen, at loven tilsidesættes, til fordel for noget vigtigere.
Uegentlig nødret betegner nødret, hvor denne tilsidesættelse sker med hjemmel i en anden lov. Eksempler herpå er straffelovens bestemmelser om nødværge og nødret (som er et snævrere begreb). 
Egentlig nødret betegner nødret, hvor tilsidesættelsen ikke sker med hjemmel i en anden lov. Et eksempel herpå er regeringens grundlovsbrud, for at behage besættelsesmagten under besættelsen[kilde mangler].

## Strafferetslig nødret
Når der tales om nødret, hentydes sædvanligvis ikke til det generelle begreb, men til et snævrere begreb, indenfor uegentlig nødret.
Nødret er et strafferetligt fænomen, der indebærer, at en normalt strafbar handling er straffri, såfremt handlingen kan anses som nødvendig for at undgå større skade på personer eller ejendom.
Der er fx tale om nødret, hvis man smadrer et vindue og dermed bryder ind i en bygning, hvor der er udbrudt brand, med henblik på at slukke branden og dermed forhindre større materiel skade på bygningen. Det betyder at man hverken sigtes for indbrud eller pålægges at betale for det ødelagte vindue. Der behøver ikke at være en direkte sammenhæng mellem den eller de ting der forrettes skade på, og den situation som forsøges afværget, fx vil tyveri af en båd, med henblik på at komme druknende personer til undsætning, også være omfattet af nødretsbegrebet.
For at der kan være tale om nødret kræves dog at den begåede handling er af forholdsvis underordnet betydning. Handlingen er heller ikke straffri, hvis det truede kunne være reddet på lovlig vis, eller ved brug af mindre drastiske metoder.
Nødret nævnes i den danske Straffelovs §14:
"En handling, der ellers ville være strafbar, straffes ikke, når den var nødvendig til afværgelse af truende skade på person eller gods, og lovovertrædelsen måtte anses for at være af forholdsvis underordnet betydning".
En tilsvarende bestemmelse findes for eksempel i den norske straffelovs §17:
"En handling som ellers ville være straffbar, er lovlig når a) den blir foretatt for å redde liv, helse, eiendom eller en annen interesse fra en fare for skade som ikke kan avverges på annen rimelig måte, og b) denne skaderisikoen er langt større enn skaderisikoen ved handlingen."
Nødret er forskellig fra begrebet nødværge, der i den danske straffelov er reguleret med §13. 